# Міжнародний день захисту інформації
Міжнаро́дний день за́хисту інформа́ції відзначається щороку 30 листопада.

## Історія свята
1988 року американська Асоціація комп'ютерного обладнання оголосила 30 листопада Міжнародним днем захисту інформації (англ. Computer Security Day). Саме цього року було зафіксовано першу масову епідемію хробака, якого назвали за іменем його творця — Морріса. Саме тоді фахівці задумалися про необхідність комплексного підходу до забезпечення інформаційної безпеки.
Встановивши Міжнародний день захисту інформації, Асоціація прагнула в такий спосіб нагадати всім про необхідність захисту комп'ютерної інформації та звернути увагу виробників і користувачів обладнання та програмних засобів на проблему безпеки. Відтоді цього дня з ініціативи Асоціації відбуваються міжнародні конференції з питань захисту інформації.